# The Fader
The Fader (estilizado como FADER) es una revista con sede en la Ciudad de Nueva York publicada por primera vez en 1999 por Rob Stone y Jon Cohen. Se especializa en música, estilo y cultura. Fue la primera publicación impresa que se lanzó en iTunes. Es propiedad del grupo The Fader Media, incluyendo su sitio web, thefader.com, Fader films, Fader Label y Fader TV.

## The Fader Fort
The Fader Fort es un evento anual solo por invitación en el South by Southwest (SXSW) de Austin, Texas fundado en 2001. La fiesta de cuatro días incluye actuaciones en vivo. Fader Fort NYC es una fiesta producida durante el CMJ Music Marathon, un maratón anual.